# Козлы (Дзержинский район)
Козлы́ (бел. Казлы́) — деревня в составе Добринёвского сельсовета Дзержинского района Минской области Беларуси. Деревня расположена в 32 километрах от Дзержинска, 35 километрах от Минска и 20 километрах от железнодорожной станции Фаниполь.

## Название
Топоним Козлы и другие схожие названия деревень происходят названия домашнего скота и фамилий Козёл, Козлович, Козлов.

## История
Во второй половине XVIII века образована как деревня в Минском повете Минского воеводства ВКЛ, владение Радзивиллов. После второго раздела Речи Посполитой (1793 год) в составе Российской империи. В 1800 году — 13 дворов, 68 жителей, собственность князя Доминика Радивила, в Минском уезде. В конце XIX век—начале XX века деревня находилась в составе Самохваловичской волости Минского уезда Минской губернии. В 1897 году, по данным первой всероссийской переписи в деревне — 7 дворов, 48 жителей, в 1917 году — 7 дворов, 41 житель. 
С 9 марта 1918 года в составе провозглашённой Белорусской Народной Республики, однако фактически находилась под контролем германской военной администрации. С 1 января 1919 года в составе Советской Социалистической Республики Белоруссия, а с 27 февраля того же года в составе Литовско-Белорусской ССР, летом 1919 года деревня была занята польскими войсками, после подписания рижского мира — в составе Белорусской ССР.
С 20 августа 1924 года в составе Рубилковского сельсовета (который с 23 марта 1932 года по 14 мая 1936 года являлся национальным польским сельсоветом)  Самохваловичского района, с 18 января 1931 года в составе Койдановского района Минского округа. 15 марта 1932 года Койдановский район преобразован в Койдановский польский национальный район, который 26 июня был переименован в Дзержинский.  31 июля 1937 года Дзержинский национальный полрайон был упразднён, Козлы перешли в состав Минского района Минского округа, с 20 февраля 1938 года — в составе Минской области. 4 февраля 1939 года Дзержинский район был восстановлен. В годы коллективизации в деревне был организован колхоз.
В Великую Отечественную войну с 28 июня 1941 года до 7 июля 1944 года под немецко-фашистской оккупацией. Во время войны на фронте погиб 1 житель деревни. 
В 1960 году — 43 жителя, в 1991 году — 11 хозяйств, 24 жителя; входила в колхоз «Правда». По состоянию на 2009 год в Козлах — 6 придомовых хозяйств, 17 жителей, деревня в составе ОАО «Правда-Агро» (центр — д. Боровики). 28 мая 2013 года деревня была передана из состава упразднённого Рубилковского сельсовета в Добринёвский сельсовет.

## Население
| Численность населения (по годам) | Численность населения (по годам) | Численность населения (по годам) | Численность населения (по годам) | Численность населения (по годам) | Численность населения (по годам) | Численность населения (по годам) | Численность населения (по годам) |
| 1800                             | 1897                             | 1909                             | 1917                             | 1960                             | 1991                             | 1999                             | 2004                             |
| -------------------------------- | -------------------------------- | -------------------------------- | -------------------------------- | -------------------------------- | -------------------------------- | -------------------------------- | -------------------------------- |
| 68                               | ↘ 48                             | ↘ 38                             | ↗ 41                             | ↗ 43                             | ↘ 24                             | ↘ 18                             | ↗ 19                             |
| 2009                             | 2017                             | 2018                             | 2020                             | 2022                             |                                  |                                  |                                  |
| ↘ 17                             | ↘ 7                              | → 7                              | ↗ 8                              | ↗ 11                             |                                  |                                  |                                  |